# Render Target
Als Render Target bezeichnet man den Speicherbereich, in den gerendert wird. Bei modernen Grafikkarten muss dies nicht der Backbuffer sein, sondern kann auch in einen zwischengeschalteten Bereich namens Render Target Texture (RTT) erfolgen. Das dort enthaltene Bild kann dann per Pixel-Shader manipuliert werden.

## Multiple Render Target

Grafikpipeline in Multiple Render Target-Konfiguration

Bei Multiple Render Target können mehrere Render Targets gleichzeitig verwendet werden.